# Sant Julià del Llor i Bonmatí
Sant Julià del Llor i Bonmatí (in catalano standard pronunciato [sən ʒuɫiˈa dəɫ ʎɔɾ i bonməˈti]) è un comune spagnolo di 989 abitanti situato nella comunità autonoma della Catalogna.